# Quartier Saint-Jacques (Perpignan)
Pour les articles homonymes, voir Quartier Saint-Jacques et Saint-Jacques.
Le quartier Saint-Jacques (en catalan, barri de Sant Jaume) est un des quartiers médiévaux du centre historique de Perpignan.

## Localisation
Situé sur une des hauteurs de Perpignan (la colline du Puig Sant Jaume), le quartier est historiquement délimité par l'église Saint-Jacques, la Place Cassanyes, la rue Llucia, la rue Fontaine-Neuve, la rue de l'Université, la rue du Ruisseau, la Place de la Révolution française, la rue du Bastion-Saint-Dominique, la rue François Rabelais, la rue Louis-Bausil et la Place Puig. On y adjoint aujourd'hui le quartier situé entre le couvent des Carmes (Arsenal) et la rue Llucia ainsi que le quartier attenant au collège Jean-Moulin.

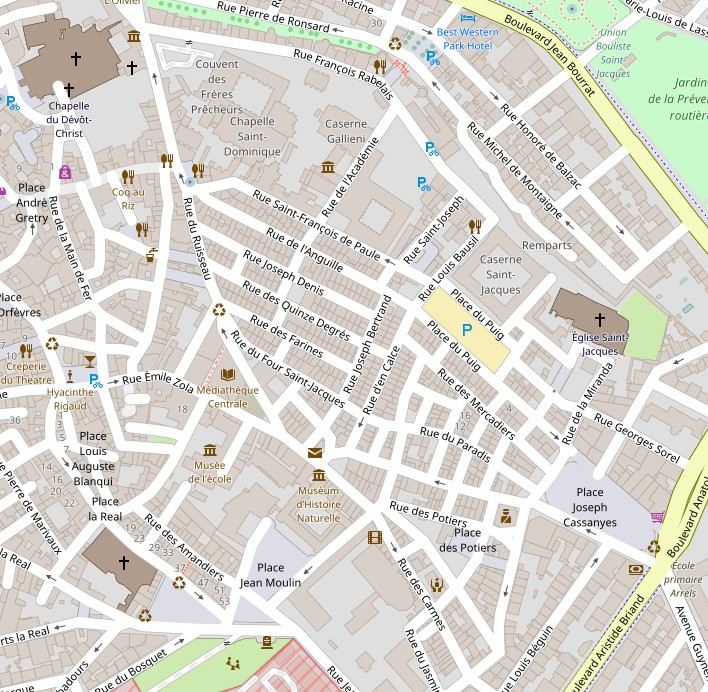
Plan du quartier Saint-Jacques

| Saint-Jean |               | Les Platanes     |
|            | Saint-Jacques |                  |
| La Réal    |               | Saint-Gaudérique |

## Historique
Le quartier Saint-Jacques a été loti au milieu du XIIIe siècle entre l'église Saint-Jacques et le couvent des Dominicains au moment où Perpignan connaît une spectaculaire croissance urbaine et démographique sous l'impulsion de Jacques 1er d'Aragon. De 1243 à 1493, il abrita le quartier juif (Call en catalan) de la ville qui se situait autour de l'emplacement de l'actuel Couvent des Minimes. Il ne subsiste à l'heure actuelle rien de cette présence juive au Moyen Âge à part une "citerne" (non visitable) du Couvent des Minimes qui serait selon certains archéologues l'ancien mikvé ou bain rituel des Juifs. Le quartier est riche d'un patrimoine architectural important (couvent des Minimes de Perpignan, couvent des Dominicains, église Saint-Jacques, ancienne université) et d'un parcellaire médiéval au tracé bien conservé. Il est inscrit au Secteur sauvegardé de Perpignan depuis 1995. À l'origine, c'est un quartier peuplé d'artisans (potiers), de commerçants (tisserands) et de jardiniers (hortolans en catalan) des jardins Saint-Jacques qui font pousser des tomates, concombres, salade ou persil dans des toits de verre ou de plastique. Aujourd'hui, le quartier Saint-Jacques est connu pour abriter une des rares communautés gitanes de centre-ville en France.

## Monuments
- Ancien Évêché (1751) aujourd'hui Centre d'exposition de la Sanch
- Ancienne université de Perpignan (XVIIIe siècle)
- Caserne Saint-Jacques
- Couvent des Carmes Déchaux Saint-Joseph
- Couvent des Frères Prêcheurs
- Couvent des Carmes (XIVe siècle)
- Couvent des Dames de Saint-Sauveur (XIIIe siècle-XIVe siècle)
- Couvent des Minimes de Perpignan (1573)
- Église Saint-Jacques de Perpignan (1245)
- Hôtel de la Monnaie (1432)[8]
- Jardin de la Miranda
- Maison du peintre Louis Bausil (architecte René Castan, style Art déco)
- Muséum d'histoire naturelle
- Médiathèque centrale (15 rue Émile Zola)
- Plafonds peints médiévaux du 4 rue de l'Anguille[2] et du 20 rue des 15 Degrés (détruit)[9].
- Temple maçonnique du XVIIIe siècle (24, rue Saint Sauveur, désormais rue Émile Zola)[10]. Un jardin était accolé au Temple[11].

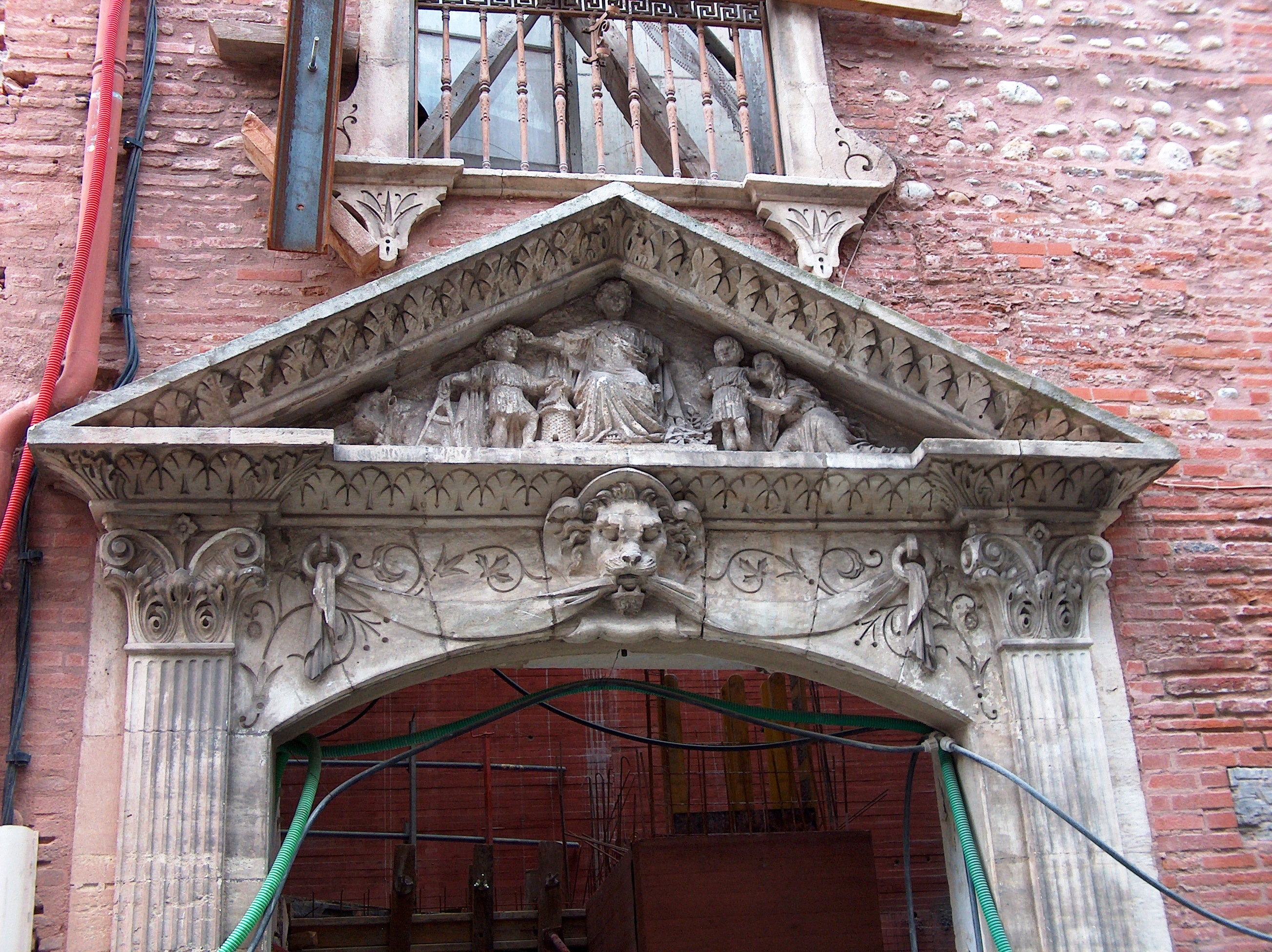
Temple maçonnique
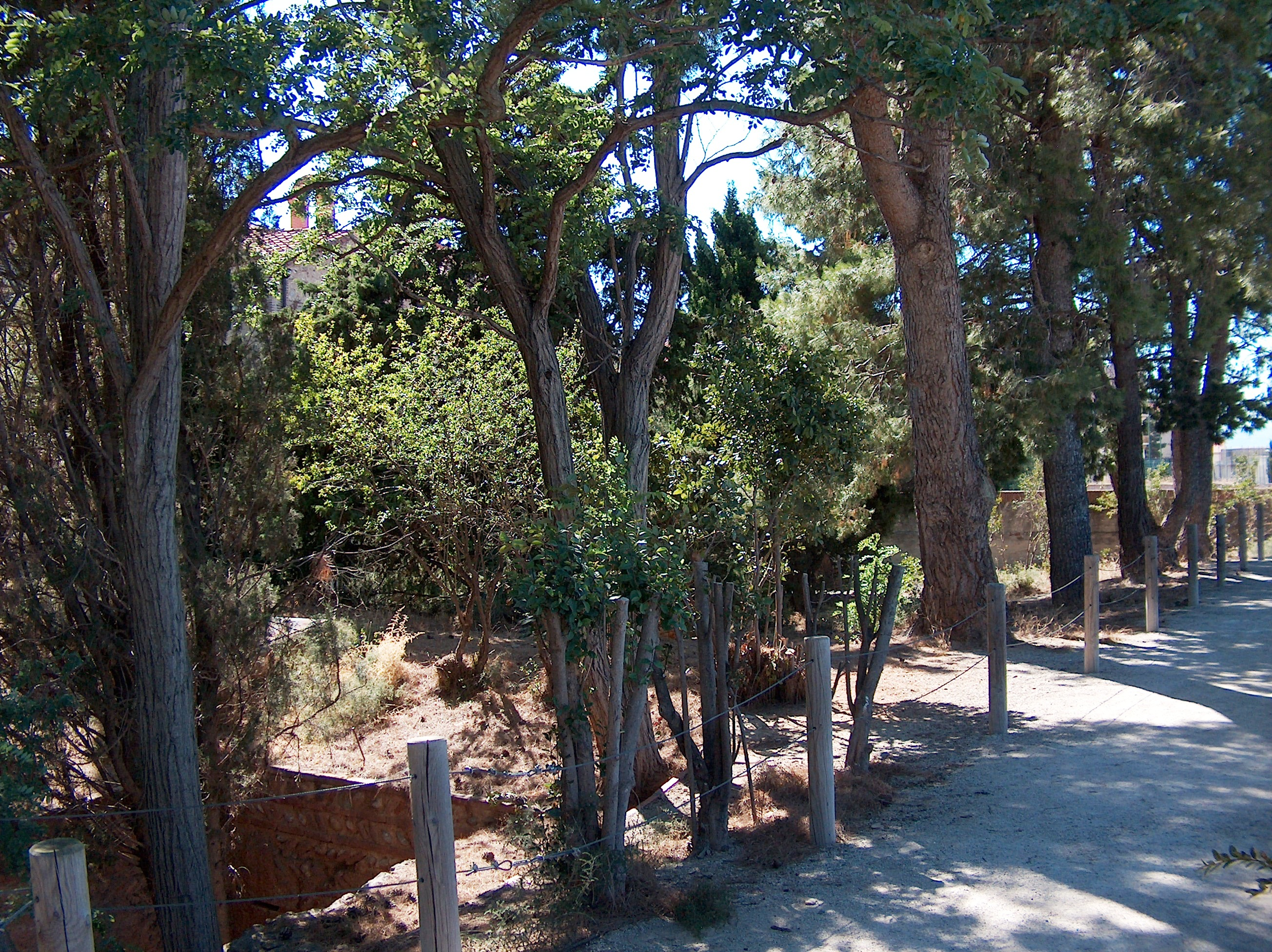
Jardin de la Miranda
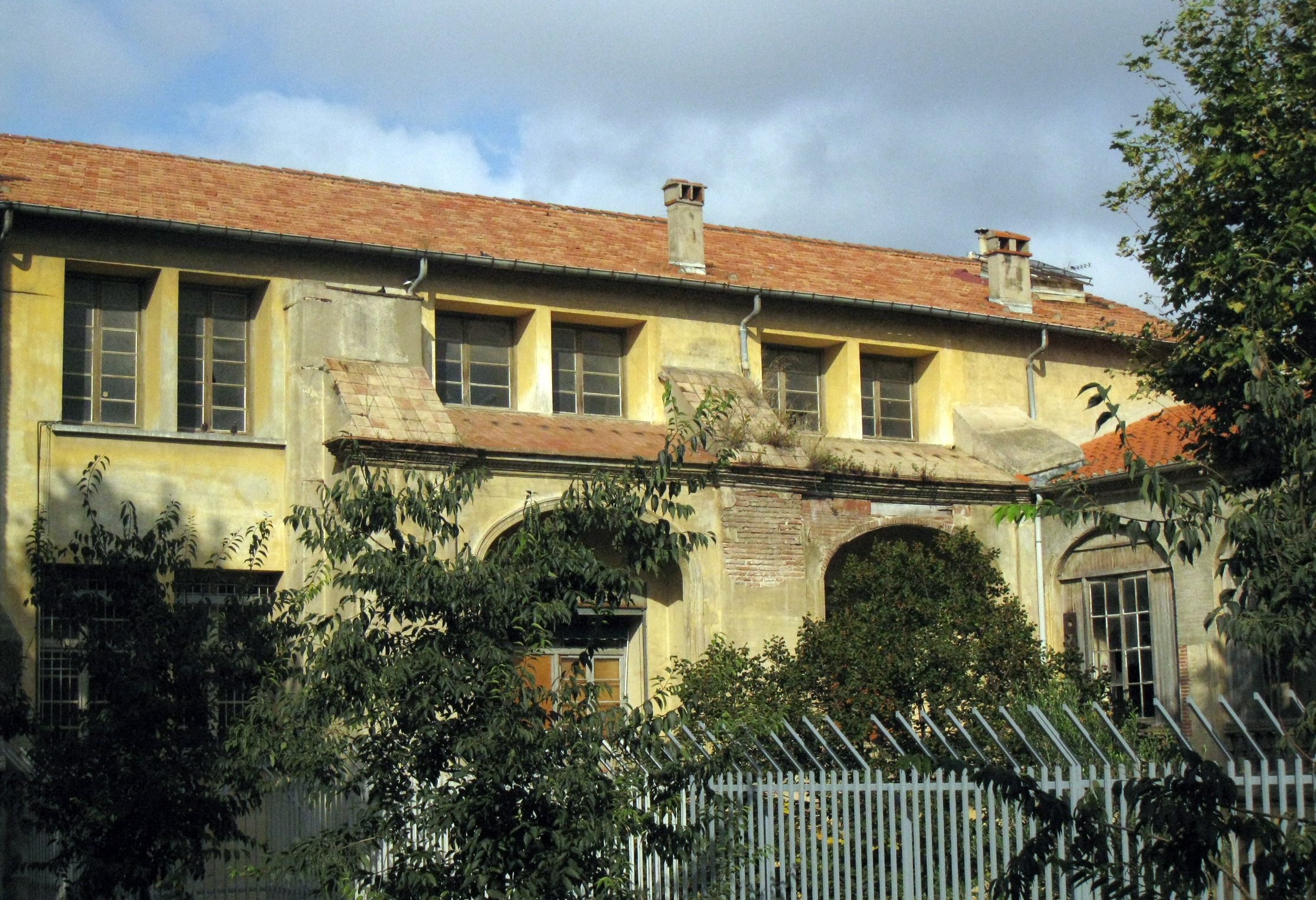
Couvent des Dames de Saint-Sauveur
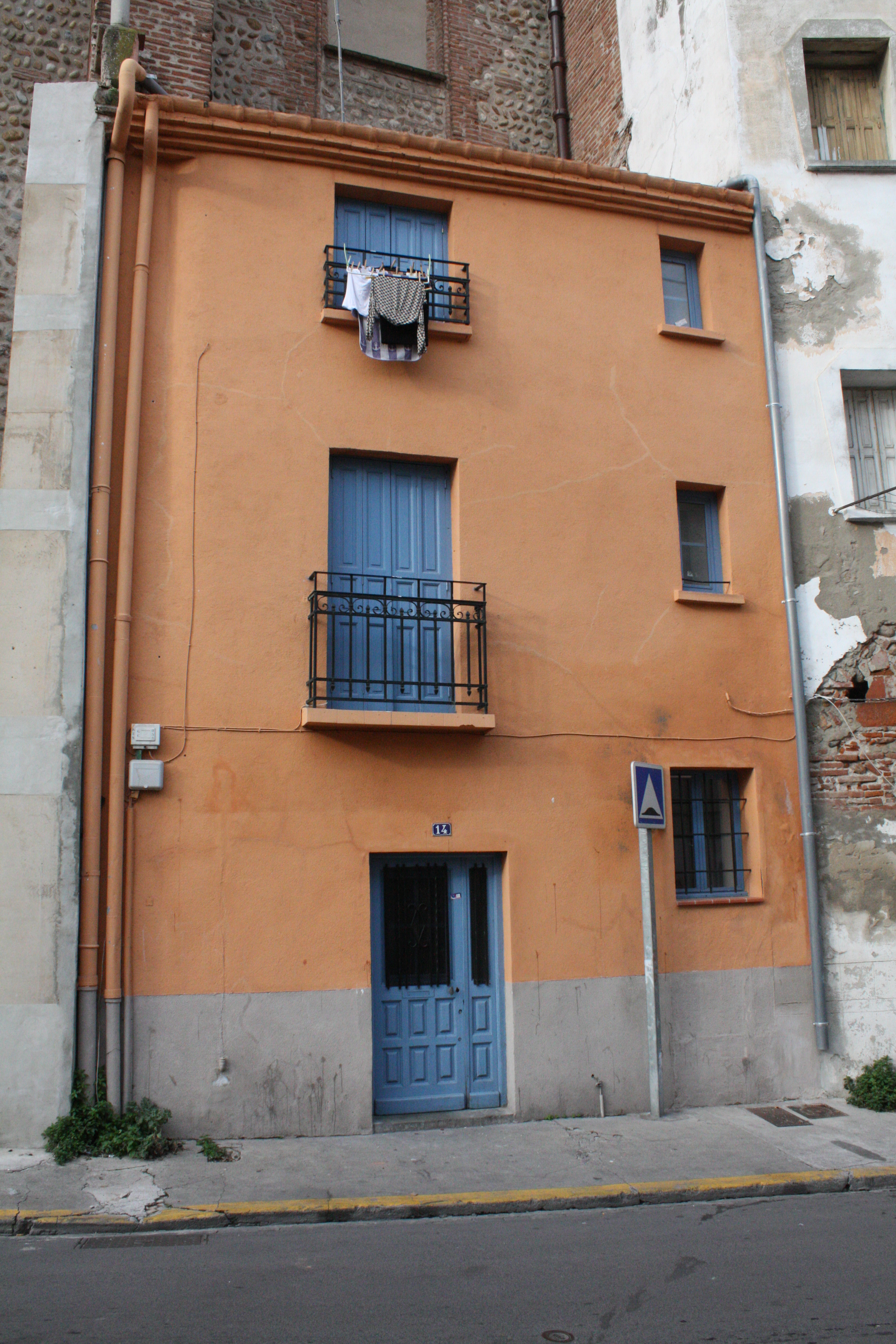
Maison attenante aux contreforts de l'ancien Couvent des Carmes
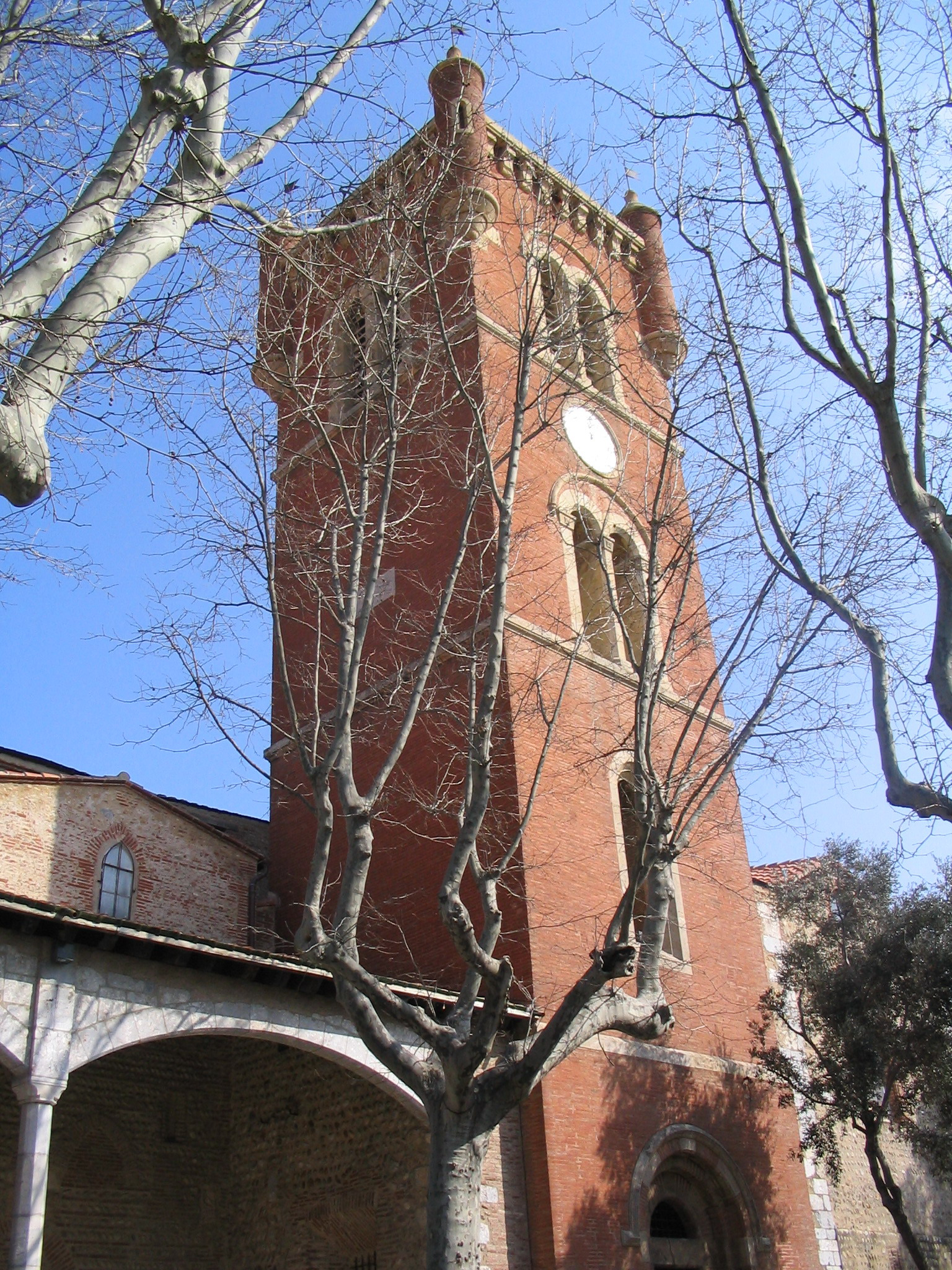
Clocher de l'église Saint Jacques
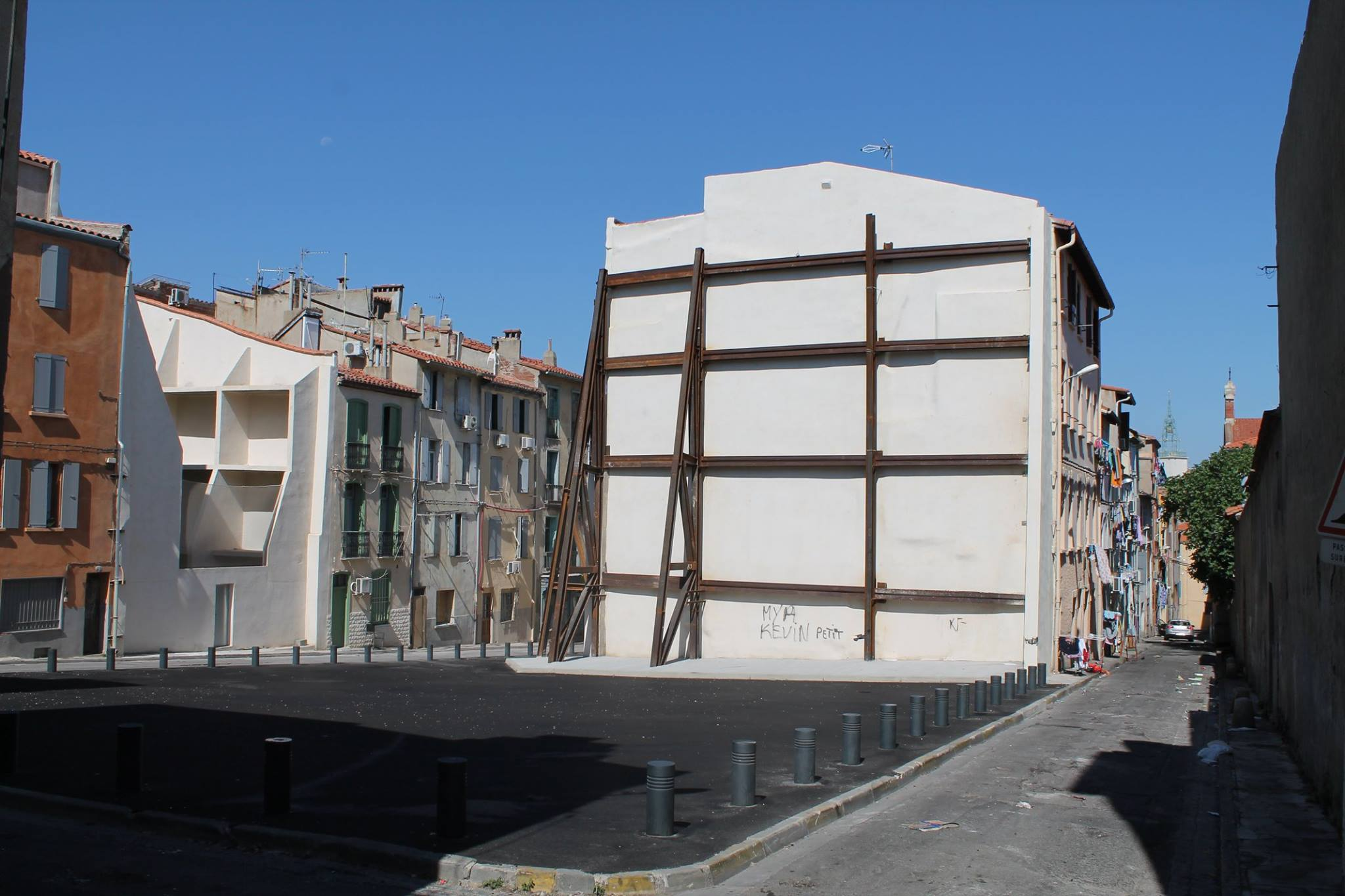
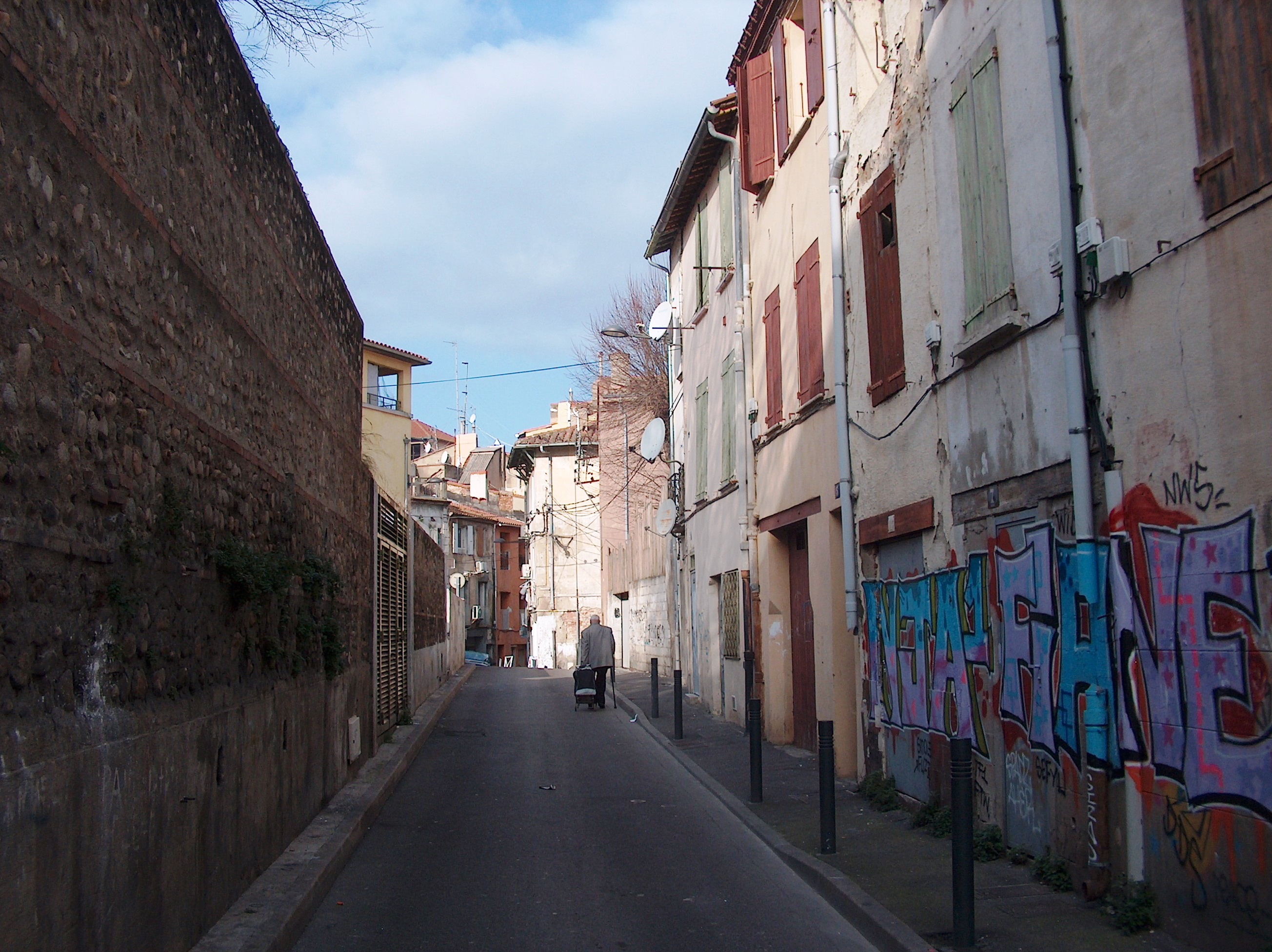
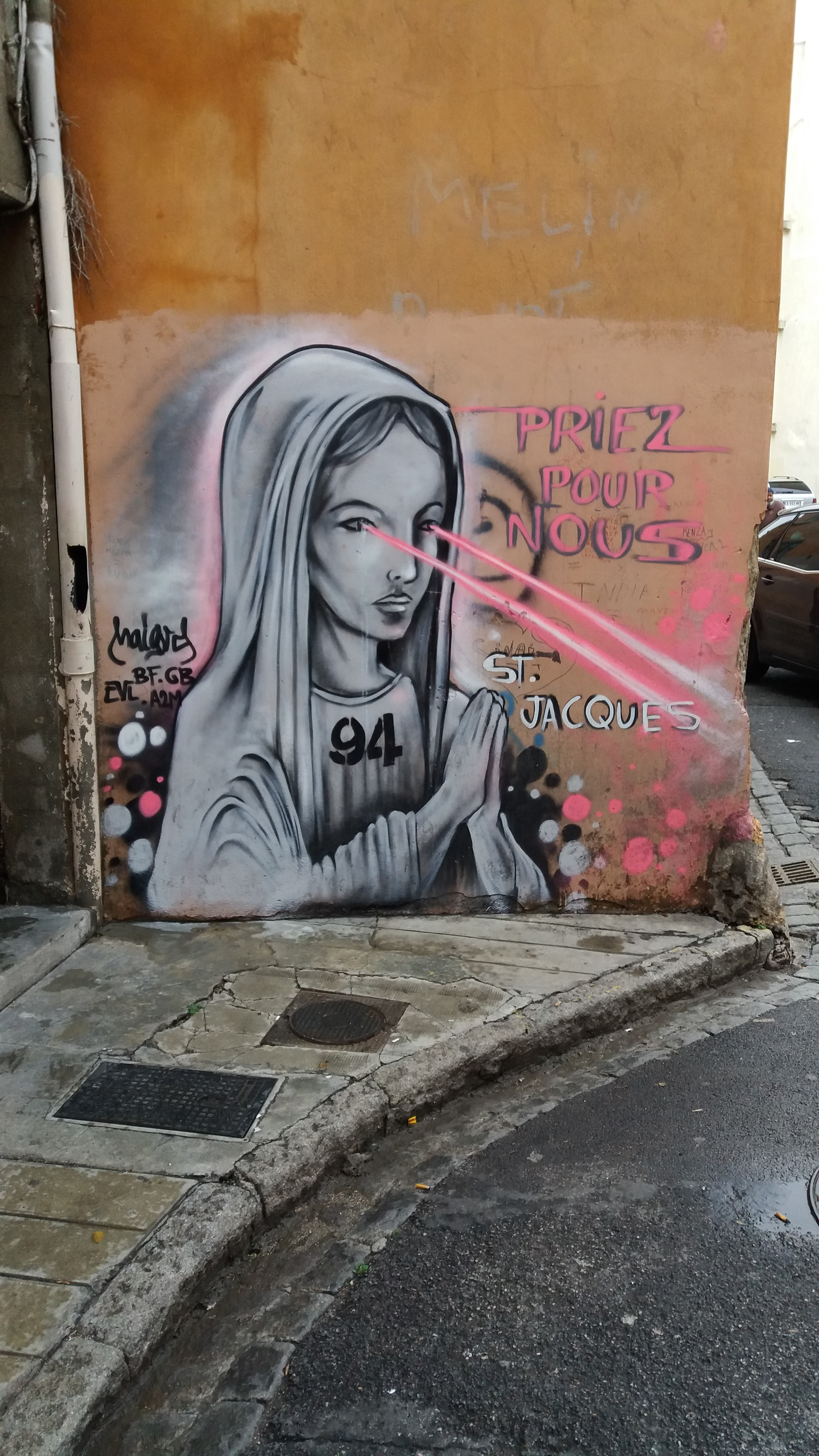
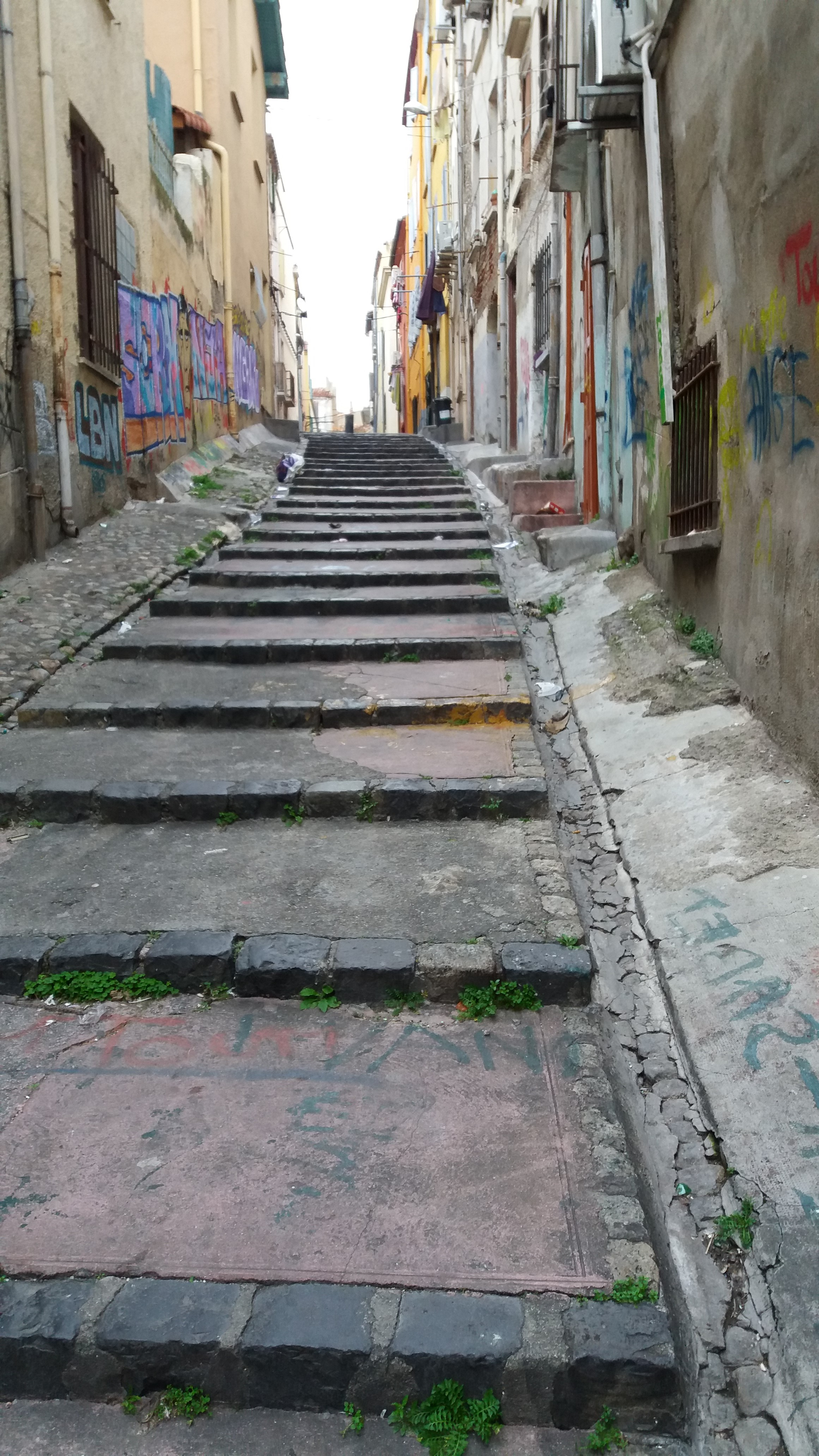
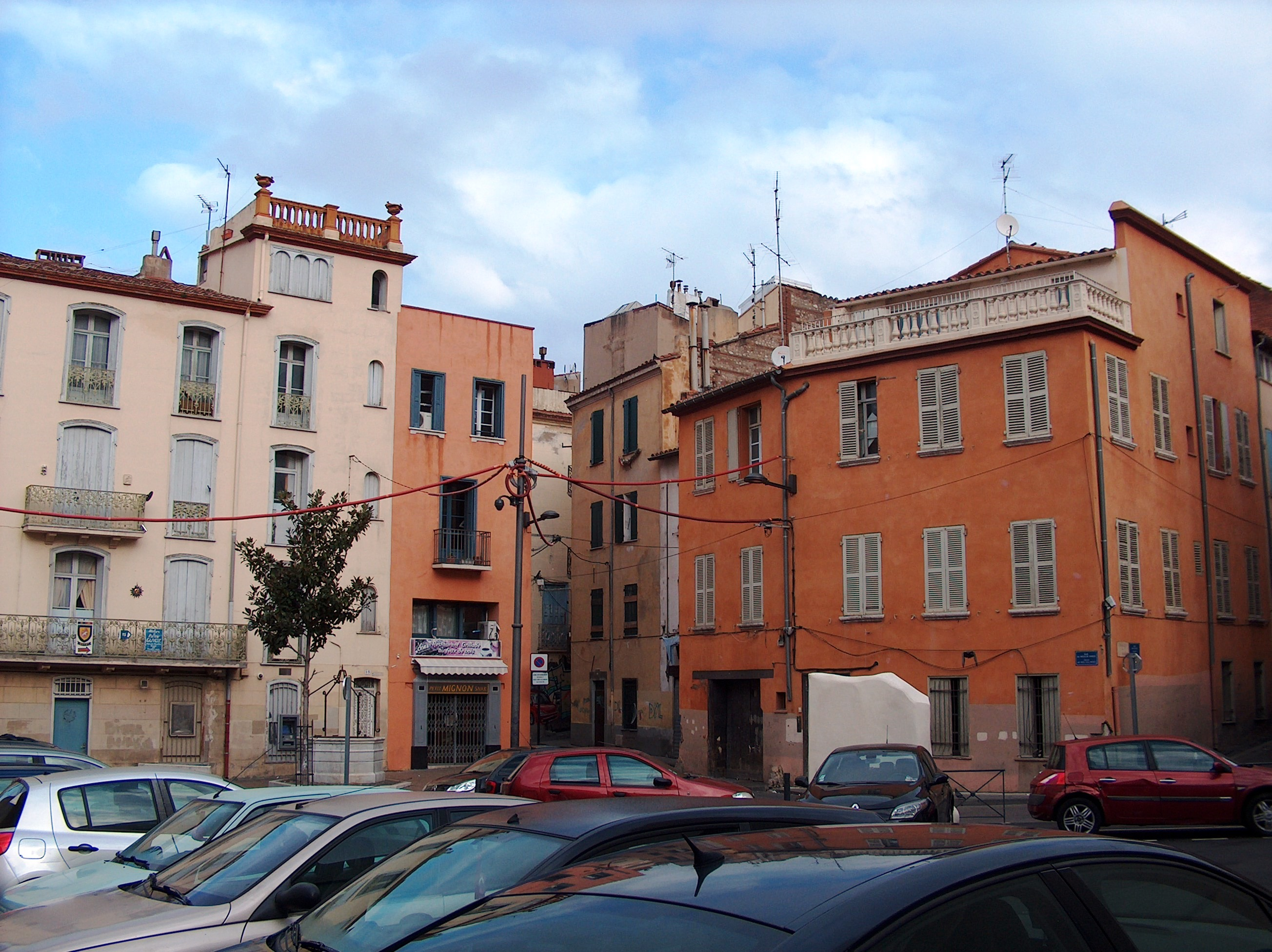
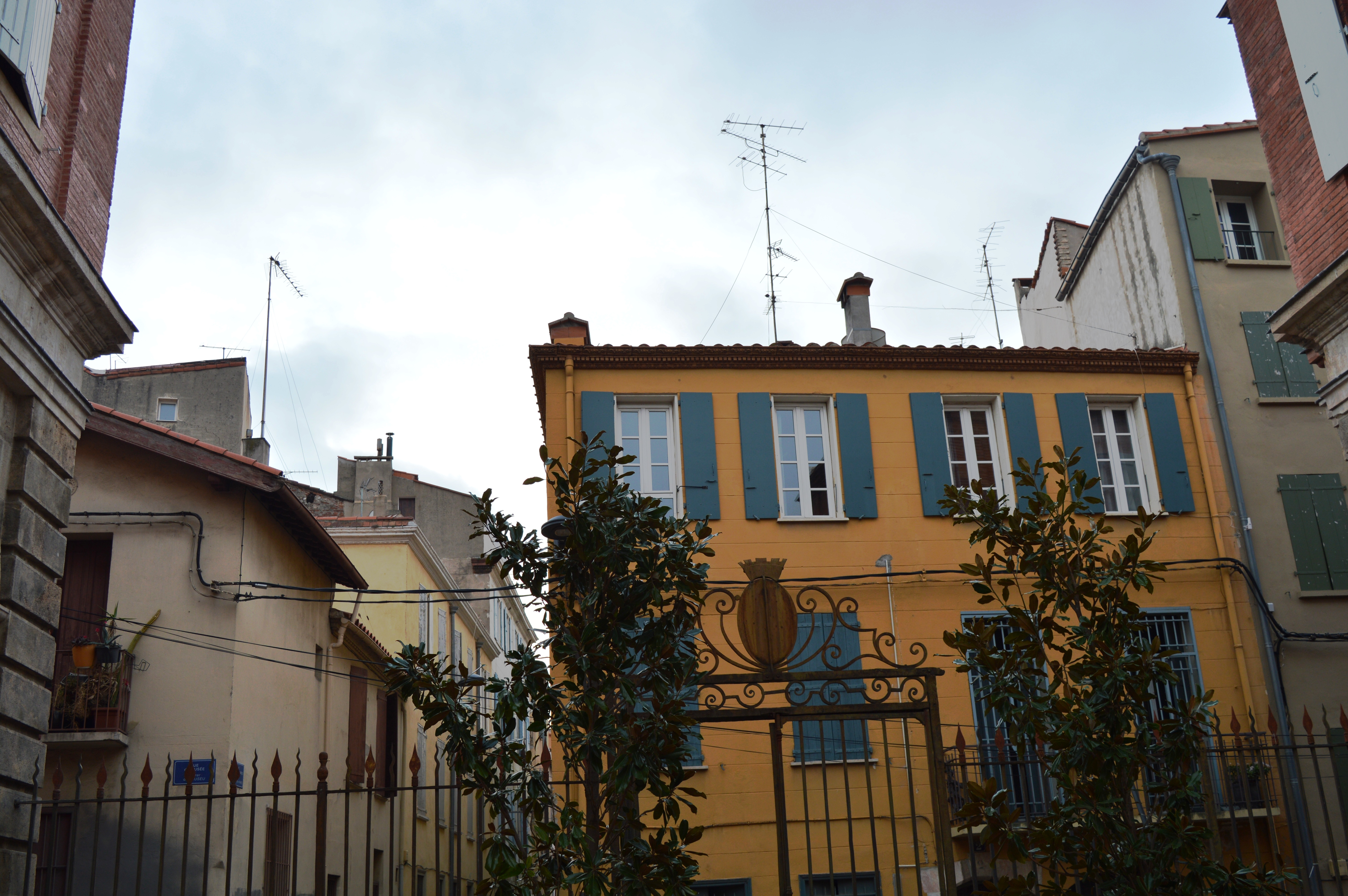
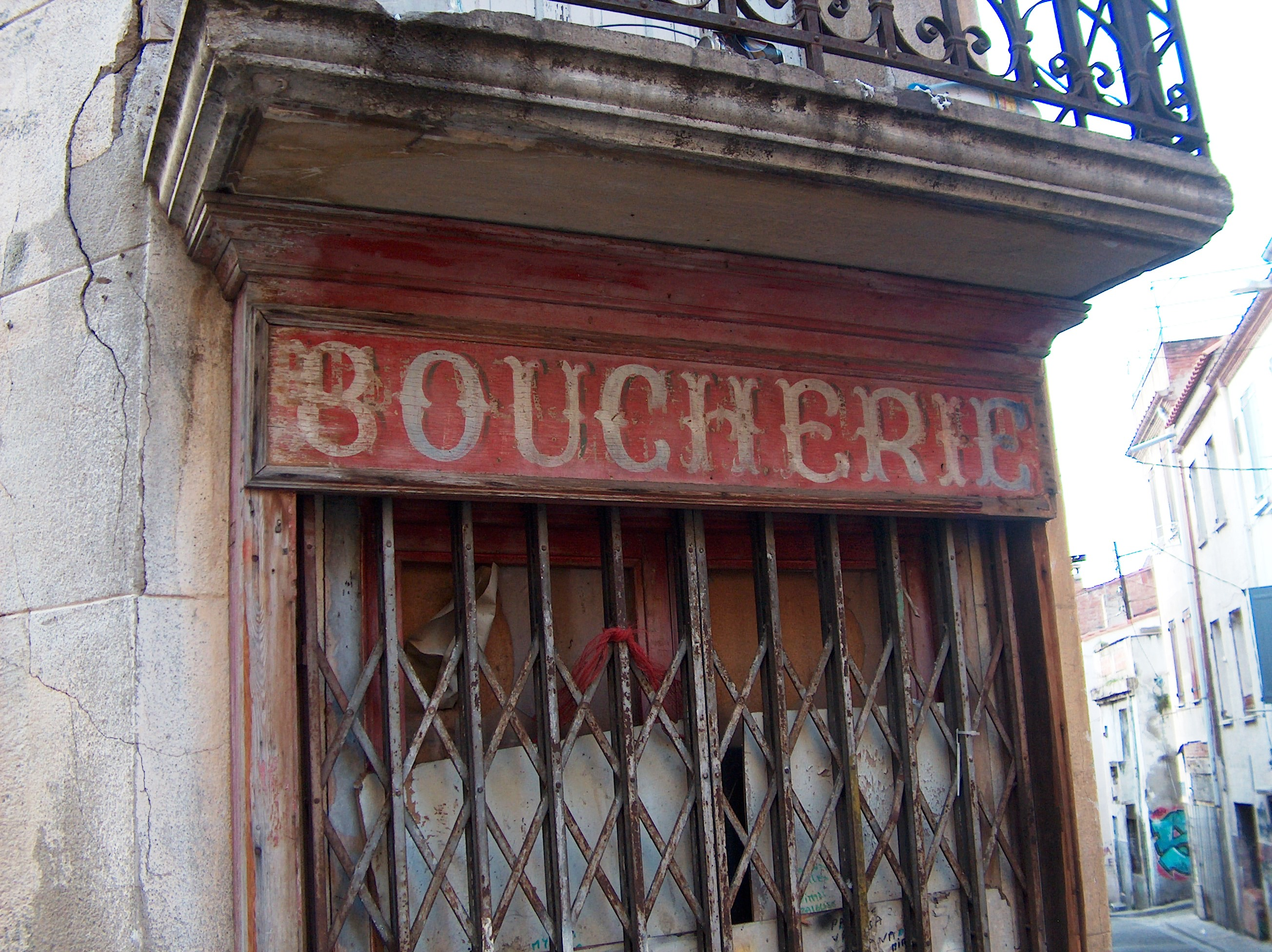
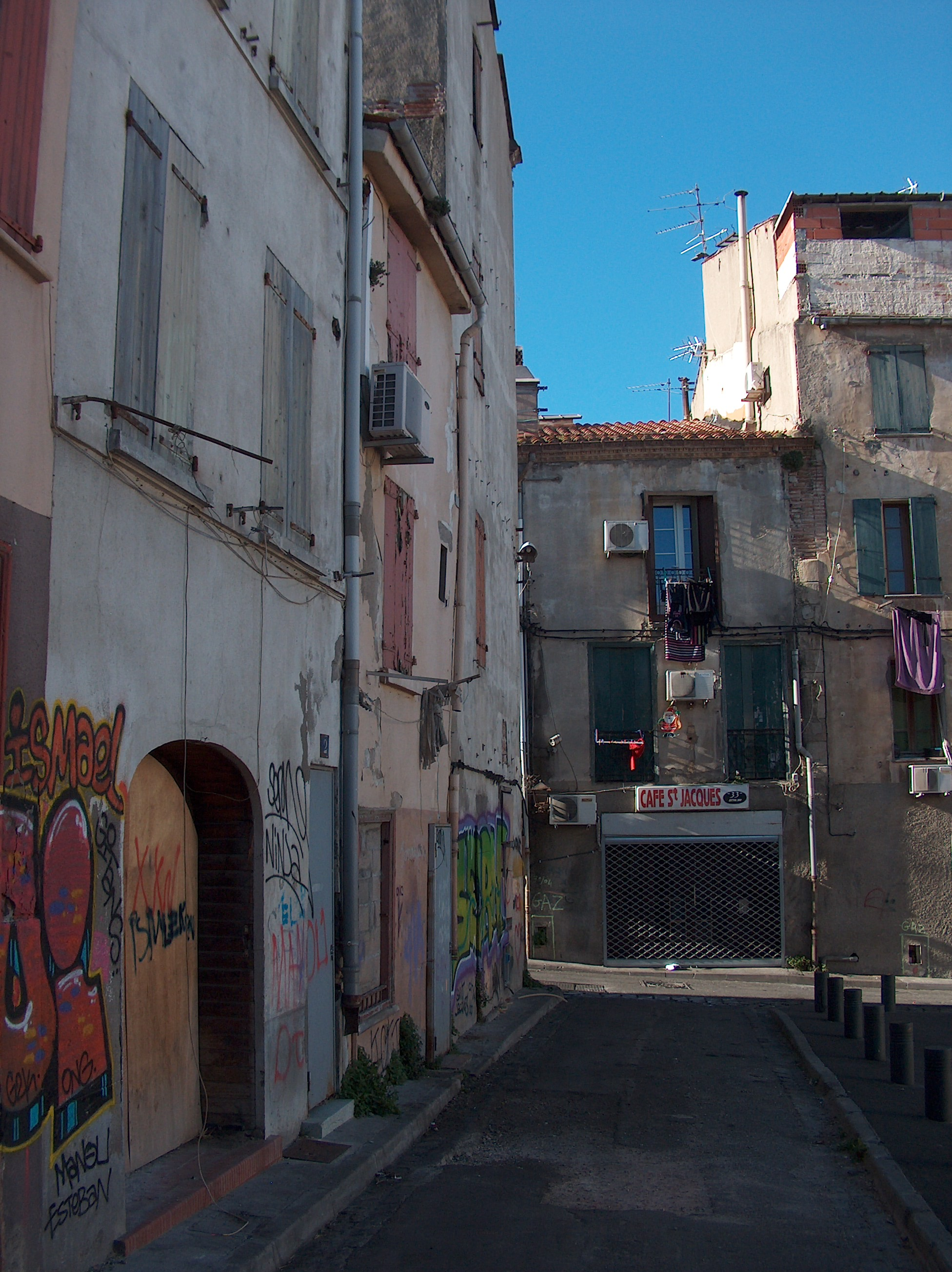

## Places et rues
Places
- Place Cassanyes
- Place de la Révolution française
- Place Fontaine-Neuve
- Place Puig
- Place Berton
- Place Carola
- Place Miguel de Giginta

Rues
- Rue de l'Anguille (Pujada dels Predicadors, Costa dels Teixidors, Carrer d'en Palanca, Carrer d'en Guilla, nom actuel depuis 1830)
- Rue Saint-François-de-Paule (Carrer dels Juheus, Carrer dels Minims, Carrer del Monastir de la Victoria, Carrer de Sant Francisco, Carrer nou de Sant Jaume, Carrer del Sant Sagrament, nom actuel depuis 1830)
- Rue des Farines (Carrer d'en Opol, Carrer d'en Benta Farines, nom actuel depuis 1830)
- Rue Fontaine-Neuve (Carrer dels Fabres, Carrer de la Font Nova, Carrer del Pelican, nom actuel depuis 1830)
- Rue François Rabelais
- Rue Llucia (Carrer gran de Sant Jaume, Carrer gran dels Farrers, Carrer del Jesus d'en Boadella, Rue des Maréchaux, rue Grande Saint-Jacques, nom actuel depuis 1888)
- Rue du Ruisseau (Correc dels Predicators, La Regadora, nom actuel depuis 1790)
- Rue du Paradis (Lo primer carrer que pujant la costa d'en Calsa va al portal de Canet, Rue Foresta, nom actuel depuis 1830)
- Rue Joseph-Denis (Carrer de l'Atzavara, Rue de l'Aloès, nom actuel depuis 1939)
- Rue des Quinze-Degrés (Carrer d'en Carles Aliot, Carrer de na Tuixana, Carrer dels Quinze graons, nom actuel depuis 1830)
- Rue du Four-Saint-Jacques
- Rue d'En-Calce (Carrer ou Costa d'en Calsa, nom actuel depuis 1830)
- Rue François-Villon (appellation apparue en 1926)
- Rue Joseph-Bertrand (Costa dels Forns de Sant Jaume, Costa dels Forns, nom actuel depuis 1937)
- Rue des Cuirassiers (Carrer dels Benaventurats, nom actuel depuis 1830)
- Rue Joseph-Anglada (Carrer de les Olles, Rue des Cruches, nom actuel depuis 1912)
- Rue des Mercadiers (Carrer dels Mercaders, forme française depuis 1830)
- Rue Marengo (Carrer d'en Faba, Rue aux Fèves, Rue Amiel, nom actuel depuis 1830)
- Rue Tracy (Carrer de la panna, nom actuel depuis 1830)
- Rue Jean-Bailly (Carrer dels falsos testimonis, Rue des Faux Témoins, nom actuel depuis 1830)
- Rue du Sentier (Carrer del Jesus d'en Bodella, nom actuel depuis 1830)
- Rue Eglise-Saint-Jacques (Carrer de la iglesia de Sant Jaume, version française depuis le début du XIXe siècle)
- Rue de la Porte de Canet (Carrer del Puig, Carrer de la Mare de Deu de la Salut, nom actuel depuis 1830)
- Rue Jeu de Paume (dénomination datant de la Révolution française)
- Rue des Bohémiens (partie de la rue Bailly jusqu'en 1830 puis nom actuel)
- Rue des Potiers (Carrer dels Ollers puis version française en 1830)
- Rue de la Savonnerie (Carrer de la Caserna d'Elna, nom actuel depuis 1760)
- Rue des Carmes (Carrer del Portal d'Elna ou Carrer d'Elna, Carrer del Carme ou de la Font del Carme, Carrer de la caserna d'Elna, nom actuel depuis 1830)
- Rue Michel Carola (Carrer del Pou de Santa Clara, Carrer dels Pous dels Ollers, Rue Pompe des Potiers, nom actuel depuis 1946)
- Rue Emile-Zola (Carrer de Sant Salvador ou de les Monges riques, Carrer dels Fabres, Rue de la Charrue, Rue Saint-Sauveur, nom actuel depuis 1902)
- Impasse Emile-Zola (Impasse Saint-Sauveur, Emile Zola depuis 1902)

## Urbanisation
Le quartier Saint-Jacques a été édifié au Moyen Âge et représente un exemple de quartier de lotissement médiéval. Le quartier s'est développé sur la pente du Puig au niveau de la rue du Ruisseau à la fin du XIIIe siècle. Au XIIIe siècle les Dominicains s'implantent près de la rue de l'Anguille, l'église Saint-Jacques est fondée en 1244 et une communauté juive s'installe sur les pentes (entre la place du Puig, le couvent des Dominicains et la rue Saint-François de Paule) et décline après 1360 (conversions, émigration). Le quartier est également occupé par des artisans (tisserands surtout) et des prostituées. C'est un quartier populaire et modeste qui perdure de nos jours.
Le quartier Saint-Jacques recèle des constructions primitives en terre (bauge et pisé) entre la rue de l'Anguille et la rue Joseph Denis édifiées dans la seconde moitié du XIIIe siècle. Quelques immeubles ont conservé des plafonds en bois comme au no 4 de la rue de l'Anguille. Un autre plafond existait dans l'immeuble situé au coin de la rue des 15 Degrés et de la rue du Sommeil.
Face à la campagne de démolition et de rénovation du quartier engagée sous le mandat de Jean-Marc Pujol et poursuivie sous celui de Louis Aliot,, l’Association pour la Sauvegarde du Patrimoine artistique et historique roussillonnais (ASPAHR) publie en décembre 2021 un « Manifeste pour Saint-Jacques ».

## Personnalités du quartier
- Menahem Hameïri (1249-1310) : rabbin et commentateur du Talmud[16] ;
- Profiat Duran (c. 1350 - c. 1415) : grammairien, controversiste et philosophe[3] ;
- Renée Vidal (1861-1911) : chanteuse lyrique, née au no 5 de la Rue du Four Saint-Jacques ;
- Louis Bausil (1876-1945) : peintre et frère du poète Albert Bausil ;
- Joseph Deloncle (1913-1990) : pharmacien, fondateur de la Casa Pairal et refondateur de la Procession de la Sanch ;
- René Llech-Walter (1906-2007) : écrivain, musicien, espérantiste et catalaniste ;
- Tekameli (ca) : groupe de Rumba catalane[17] ;
- R-Can : rappeur ;
- Joseph Saadna dit Mambo : musicien[18] ;
- Marcel Ville : peintre gitan[19],[20] ;
- Jérôme Espinas : musicien[21] ;
- Nasdas : influenceur.

## Représentations dans la littérature et l'art
- Claude Simon, Le Vent (roman), Éditions de Minuit, 1957.
- Claude Simon, Photographies, Maeght Éditeur, 1992.
- Caroline Roe, Vengeance pour un mort, 10/18, 2003.
- Fuzi, Quartiers gitans de Perpignan, CetJ Publications, 2015[22].
- Albert Bausil, Pel-Mouchi, Publications de l'Olivier, 2006.
- R-Can : le clip "Toujours vif" est tourné Place Puig, Place Cassanyes, rue Llucia et Place Deloncle[23].
- Nemir : le clip "Regard" a été tourné dans les rues du quartier Saint-Jacques[24]
- Étienne Rouziès (poèmes) et Olivier Savoyat (linogravures), Quartier des éprouvés, Voix éditions, 2019.
- Mehdi YZ : le clip "Quiller" a été tourné dans les rues du quartier Saint-Jacques en compagnie de la bande à Nasdas[25].
- Soolking : le clip "Suavemente" a été tourné dans les rues du quartier Saint-Jacques en compagnie de la bande à Nasdas[25].